# Орлёнок (мультфильм)
«Орлёнок» — советский рисованный мультипликационный фильм 1968 года, который создал режиссёр Витольд Бордзиловский, это обращение к героико-романтической тематике.
По мотивам известной советской песни «Орлёнок» композитора В. Белого на слова Я. Шведова о юном комсомольце-герое Гражданской войны.

## Сюжет
«Орлёнок» — это романтическая история о Пионере, который, задержавшись у одного музейного экспоната, у тачанки времен Гражданской войны, вдруг «попал» в свою любимую песню об отважном герое-Трубаче.— Жанна Витензон
Действие происходит в 1967 году. В музее Революции Пионер — главный герой мультфильма, всматривается в похожего на себя пленного красноармейца — «Орлёнка». На минуту он забывается и переносится в его эпоху. Его встречает «Патруль Революции» — командир-рабочий, солдат и матрос. Они представляются друг другу, и на вопрос: «Зачем тебе в Революцию, Пионер?», он отвечает: «Мальчика-героя спасти». Тогда они спрашивают его: «А не струсишь? Пули не испугаешься? На хитрость не поддашься?», на что Пионер уверенно говорит: «Нет.» Тогда его пропускают красноармейцы, и он на тачанке едет дальше, во время Гражданской войны.
Там он спасает того мальчика, которого видел на картине — Трубача; он оказывается его ровесником. Они подружились. Трубач говорит Пионеру, что ему нужно прибыть в Штаб, так как именно он завтра должен трубить решающую атаку, тогда Белых удастся победить.
Тем временем в Белом штабе командир Белых (генерал Врангель) злится и отчитывает своих подчинённых, за то что упустили Трубача и приказывает белоказакам его выловить. В то же время и красноармейцы пытаются найти героев. На пути возле домика, в котором живёт подозрительный житель, в его поисках отряд Красных и отряд Белых скачут в разные стороны: по одной дороге раннее ускакавшие красноармейцы, по другой — следом рыскающие белогвардейцы. Житель замечает их передвижение, но не подаёт виду.
Наконец ребята прибывают на место домика, но не знают, по какой дороге искать своих. Они спрашивают у гражданина, «где здесь белый, а где красный», но он говорит, что «Ничего не видел, ничего не знает, и что он не белый и не красный, а в стороне» и просит ребят оставить их в покое. Но когда те едут по «не той» дороге, гражданин выглядывает из окна и ехидно улыбается.
Ребята натыкаются на засаду Белых. Они пытаются уехать от них на тачанке, отстреливаясь от них из пулемёта, но тут патроны кончились. Тогда Пионер говорит другу спрыгивать с тачанки, а сам он пытается задержать их. На возражения своего друга — Трубача, который не хочет его бросать, Пионер говорит ему, что он должен трубить атаку и помочь наступлению, незаметно высаживая его, а сам гонит на тачанке, отвлекая внимание на себя. Тем самым Пионер спасает друга, а сам попадает в плен к Белым.
Когда его доставляют в штаб, белый генерал разозлён, что это не Трубач, но адъютант приносит ему личные вещи Пионера, — книги. Генерал как бы невзначай начинает перелистывать их, но внезапно замечает, что на них дата — 1967 год. Перечитывая их снова, он понимает, что Пионер — гость из будущего. Теперь он хочет, чтобы Пионер открыл ему дорогу в это будущее. Тогда он переодевается в «Гусара», а когда мальчика приводят к нему на допрос, он начинает с ним любезничать и заискивать перед ним, усаживая за стол и угощая едой и напитками, осыпая его большим количеством комплиментов. Он просит его открыть ему дорогу в будущее («только мне одному — я никому не скажу») и взять его с собой, показать дорогу, откуда он пришёл. Но Пионер, вспомнив вопрос патрульного-рабочего (комиссара) в самом начале своего пути: «На хитрость не поддашься?» и, догадавшись об обмане, решительно отказывает ему, поняв, что это — уловка. Сначала генерал уговаривает его, но затем, видя непреклонность мальчика, открывает своё «истинное лицо» и угрожает ему, заявив, что у Пионера есть время только до утра, чтобы открыть ему свою тайну, и его бросают в тюрьму.
В тюрьме Пионер ждёт своих товарищей, когда Трубач и красноармейцы придут к нему на помощь, и вдруг на рассвете видит их из камеры решётки. Трубач верхом на коне с красноармейцами трубит атаку! Атака удалась! Они скачут на врага, белые терпят поражение, а красноармейцы побеждают, но шальная пуля настигла молодого героя.
Проходят похороны погибшего Трубача. Оплакивающего его Пионера успокаивает один красноармеец и говорит, что чтобы о нём всегда помнили, он напишет о нём песню. Пионер хочет присоединиться к отряду и спрашивает разрешения у командира, но последний останавливает его словами, говоря: «каждый должен быть на своём месте, каждый должен прожить свою, а не чужую жизнь» и со словами «возвращайся домой, в своё время, и живи так, чтобы и о тебе сложили песню — это наш тебе общий революционный приказ» и Пионер оказывается в своём времени. Он понимает, что песня «Орлёнок» — о его друге — Трубаче, и осознаёт, что перед ним долгая, созидательная и радостная жизнь, где и он должен помогать окружающим и честно работать, не подводя памяти своих героев.

## Создатели
| автор сценария             | Жанна Витензон |
| режиссёр                   | Витольд Бордзиловский |
| художник-постановщик       | Владимир Тарасов |
| композитор                 | Татьяна Назарова |
| оператор                   | Елена Петрова |
| звукооператор              | С. Крейль |
| редактор                   | Пётр Фролов |
| ассистенты:                | Нина Орлова, Гелий Аркадьев, Алла Горева, Тамара Зеброва, Светлана Кощеева |
| монтажёр                   | Любовь Георгиева |
| художники-мультипликаторы: | Владимир Зарубин, Анатолий Петров, Анатолий Абаренов, Виктор Лихачёв, Ольга Орлова, Борис Бутаков, Владимир Арбеков, Мстислав Купрач |
| роли озвучивали:           | Валентина Сперантова — Василий Степанов, трубач, Алексей Полевой — Белый генерал, Владимир Корецкий — адъютант, Анатолий Папанов — житель деревни, Клара Румянова — Сергей Степанов, пионер, Александр Баранов — Белый генерал (часть реплик) |
| текст песен «Орлёнок»      | Якова Шведова |
| музыка                     | В. Белого |
| солистка                   | Валентина Левко |
| директор картины           | Анна Зорина |